# Billy Bob's Huntin' n Fishin'
Billy Bob's Huntin' n Fishin' (écrit Billy Bob's Huntin'-n-Fishin' en Amérique du Nord) est un jeu vidéo de simulation de chasse et de pêche développé par Saffire et édité par Midway Games, sorti en 1999 sur Game Boy Color.